# Stadsmuseets neonskyltsinventering

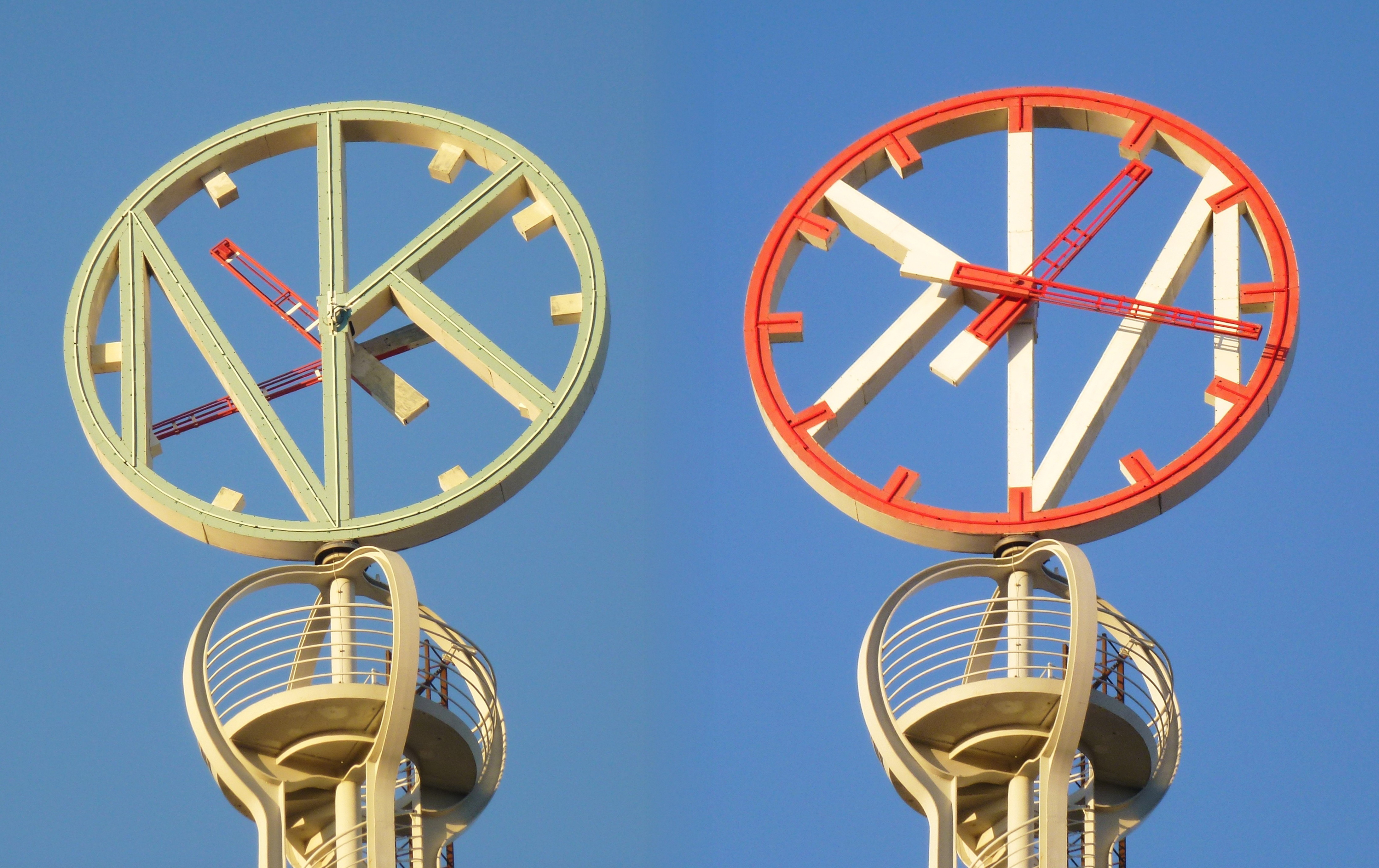
NK-klockan (fotomontage) från 1939 tillhör de äldsta skyltarna i inventeringen.

Stadsmuseets neonskyltsinventering var en inventering av neonskyltar i Stockholms kommun utförd av Stadsmuseet i Stockholm år 1998. Initiativtagare till inventeringen var Stadsljusgruppen.

## Inventeringen

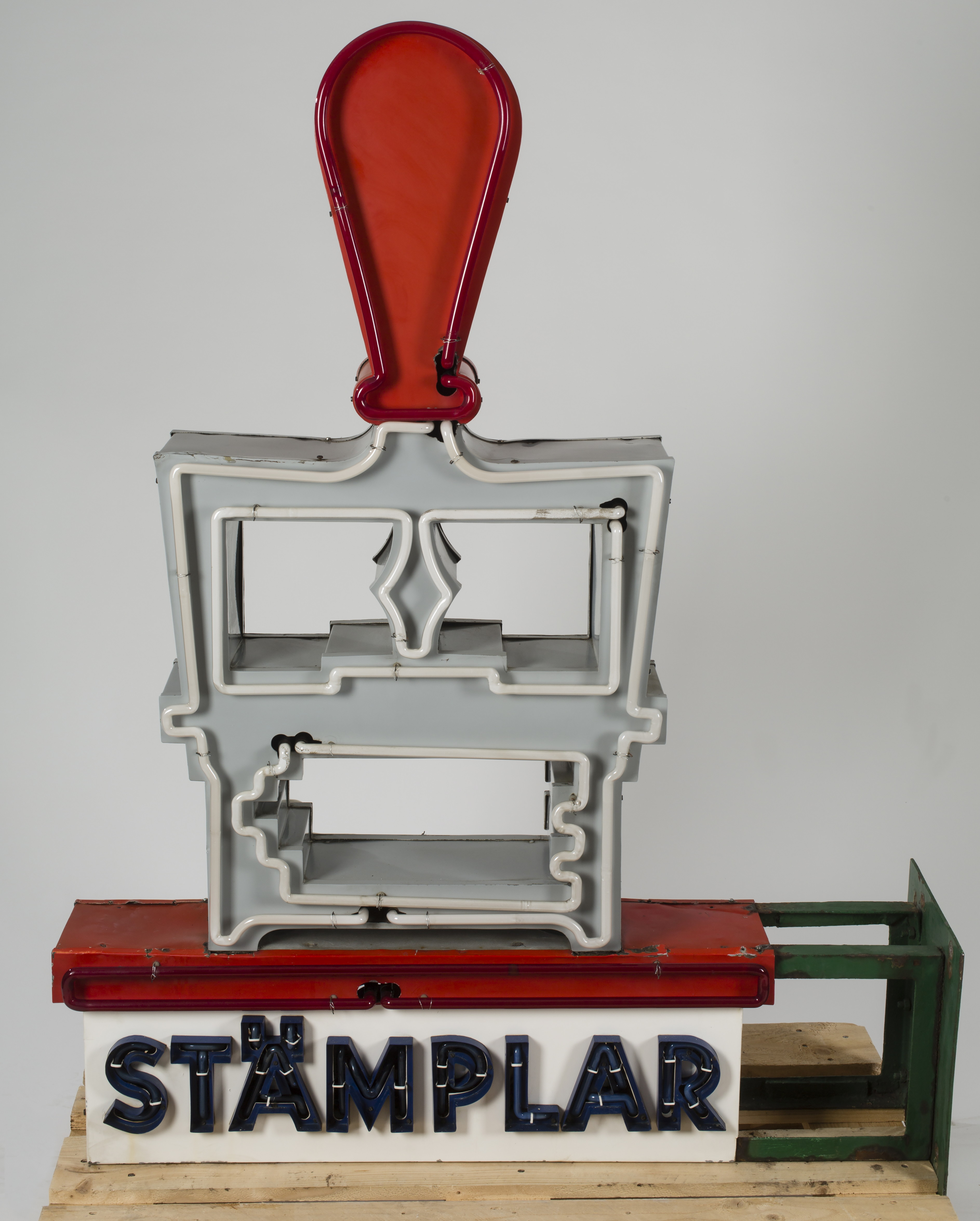
Neonskylt "STÄMLAR".

På sommaren och hösten 1998 inventerade teknikhistorikern Jan Garnert och byggnadsantikvarie Johan Rittsél under ledning av Mona Sundin, antikvarie på Stadsmuseet i Stockholm, neonskyltar i Stockholm. Initiativet till inventeringen togs av Stadsljusgruppen. I inventeringen ingick sex affärsstråk i Stockholms innerstad (Sveavägen, Odengatan, Karlavägen, Kungsgatan, Fleminggatan och Götgatan), dessutom undersöktes skyltar i  centrumanläggningar i 13 av Stockholms förorter.  Utöver det  inventerades även utvalda neonskyltar som har blivit välkända inslag i Stockholms stadsbild. 
Tidsgränsen för skyltarnas ålder sattes vid 1970-talets mitt, det innebär att samtliga skyltar inom berörda områden äldre än 1975 inventerades.  Äldre skyltar som renoverades efter 1975 togs också med i inventeringen. Skyltarna dokumenterades med fotografier och i ett formulär antecknades text, figur, rörlighet, färg, material och ljuskälla, placering på fasad, skick, ålder och uppsättningsår samt renoveringsåtgärder. Skyltarnas positioner markerades på kartor med sex olika färger som anger deras ålder.
Totalt inventerades 240 skyltar, de äldsta (sex stycken) var från 1930-talet. Bland dem fanns skylten "STÄMPLAR" för Stockholms stämpelfabrik som var en av många reklamskyltar på Esselte-huset, Vasagatan 14-18 (se Esseltehusets skyltar). Den renoverades så sent som 1995 av Focus Neon, men är numera nertagen och förvaras av Stadsmuseet. En av 1930-talets inventerade skyltar som ännu (2019 finns kvar är Sörman-skylten för herrekiperingsaffären Georg Sörman vid Sankt Eriksgatan 41 på Kungsholmen. Den tillverkades av Grahams Neon, monterades 1937 respektive 1939 och fick hedersomnämnande för Årets skylt 1998. En annan klassiker är Frövi Skor-skylten från 1930-talet (sedan 2004 på Stora Nygatan 41), också den tillverkad av Graham Neon.

## Skyltexempel
Exempel på skyltar som ingick i Stadsmuseets neonskyltsinventering 1998.

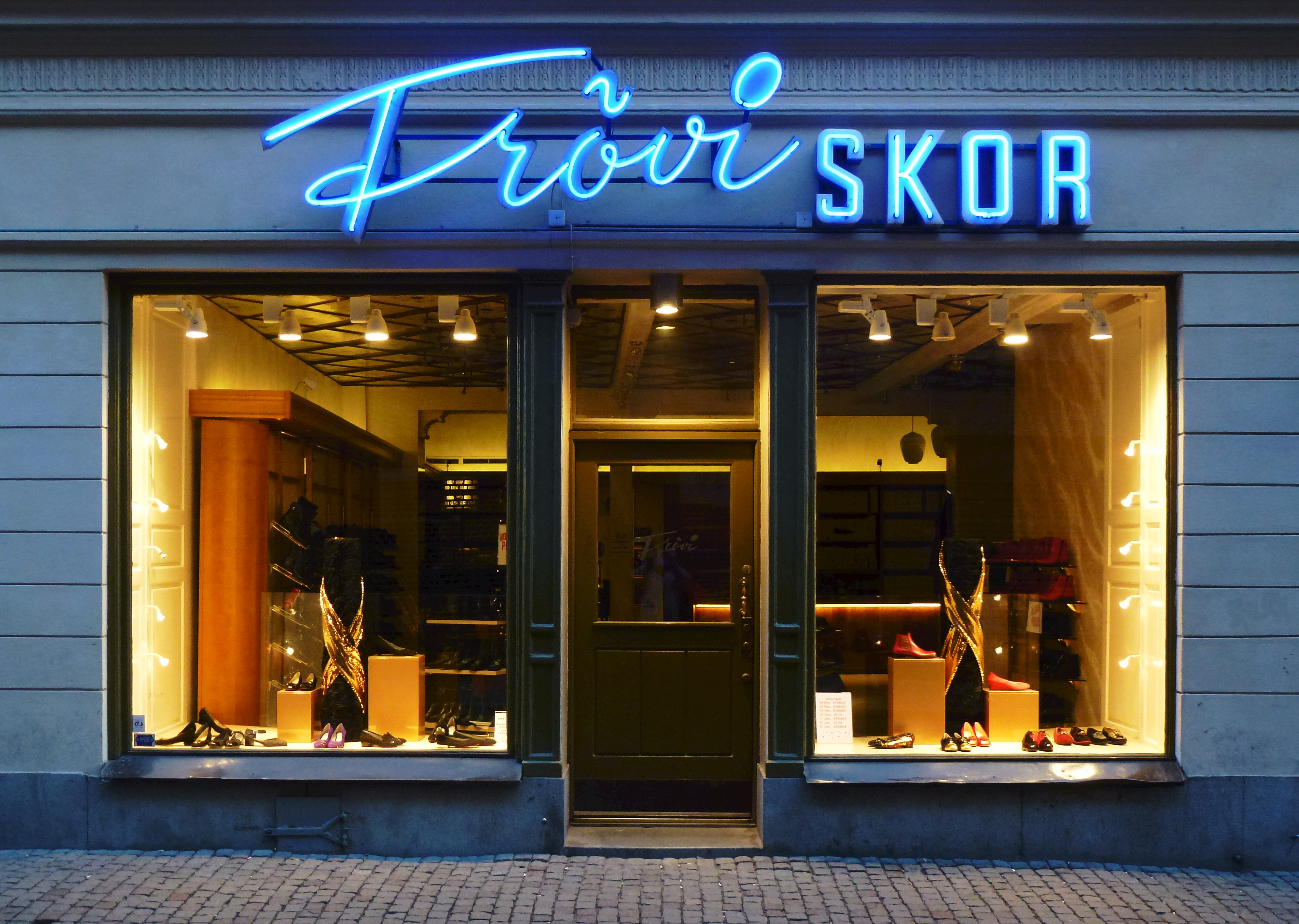
Frövi Skor-skylten från 1930-talet, foto: 2014.
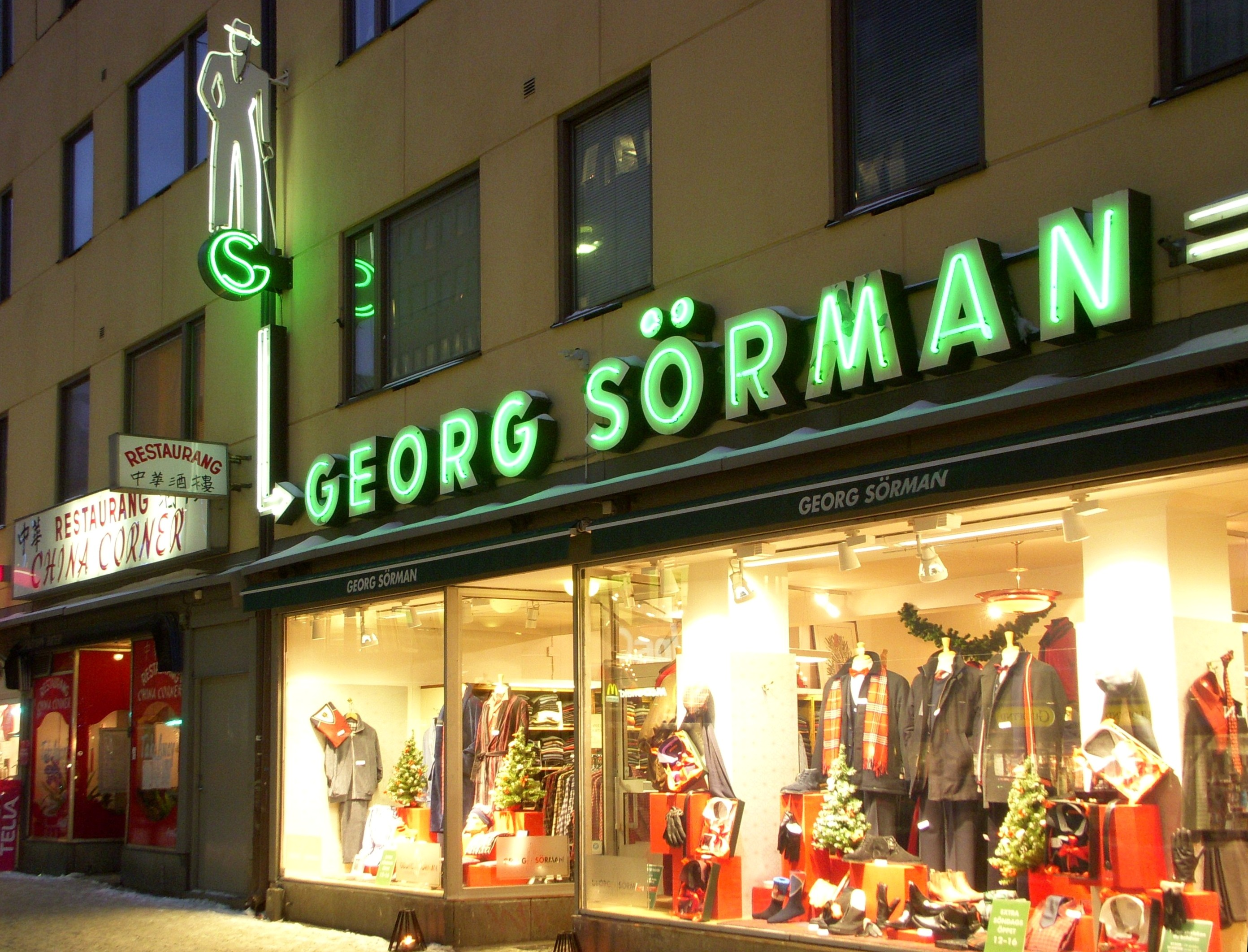
Georg Sörman från 1937/1939, foto: 2010.
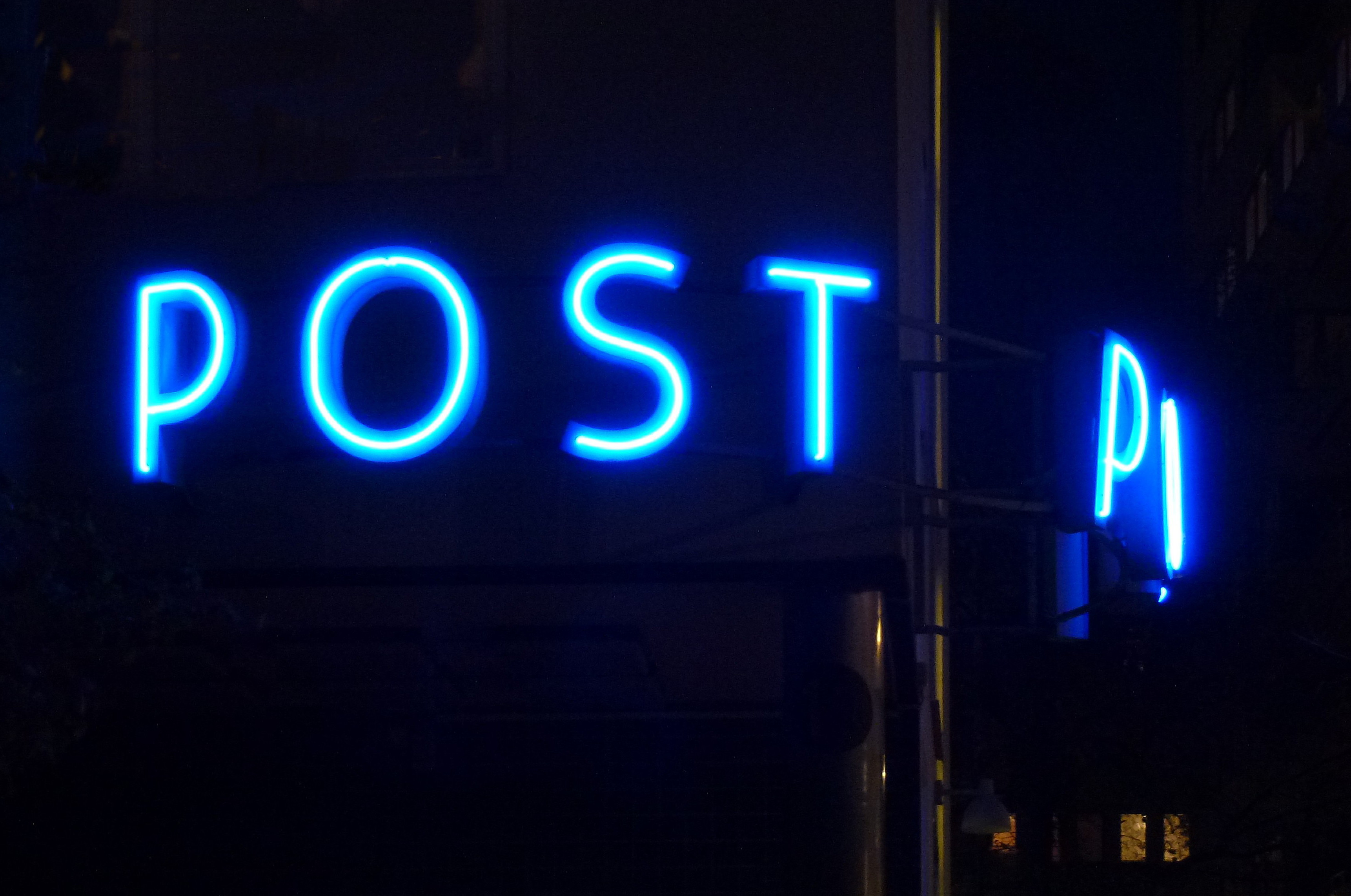
POST-skylt från 1938, foto: 2014.
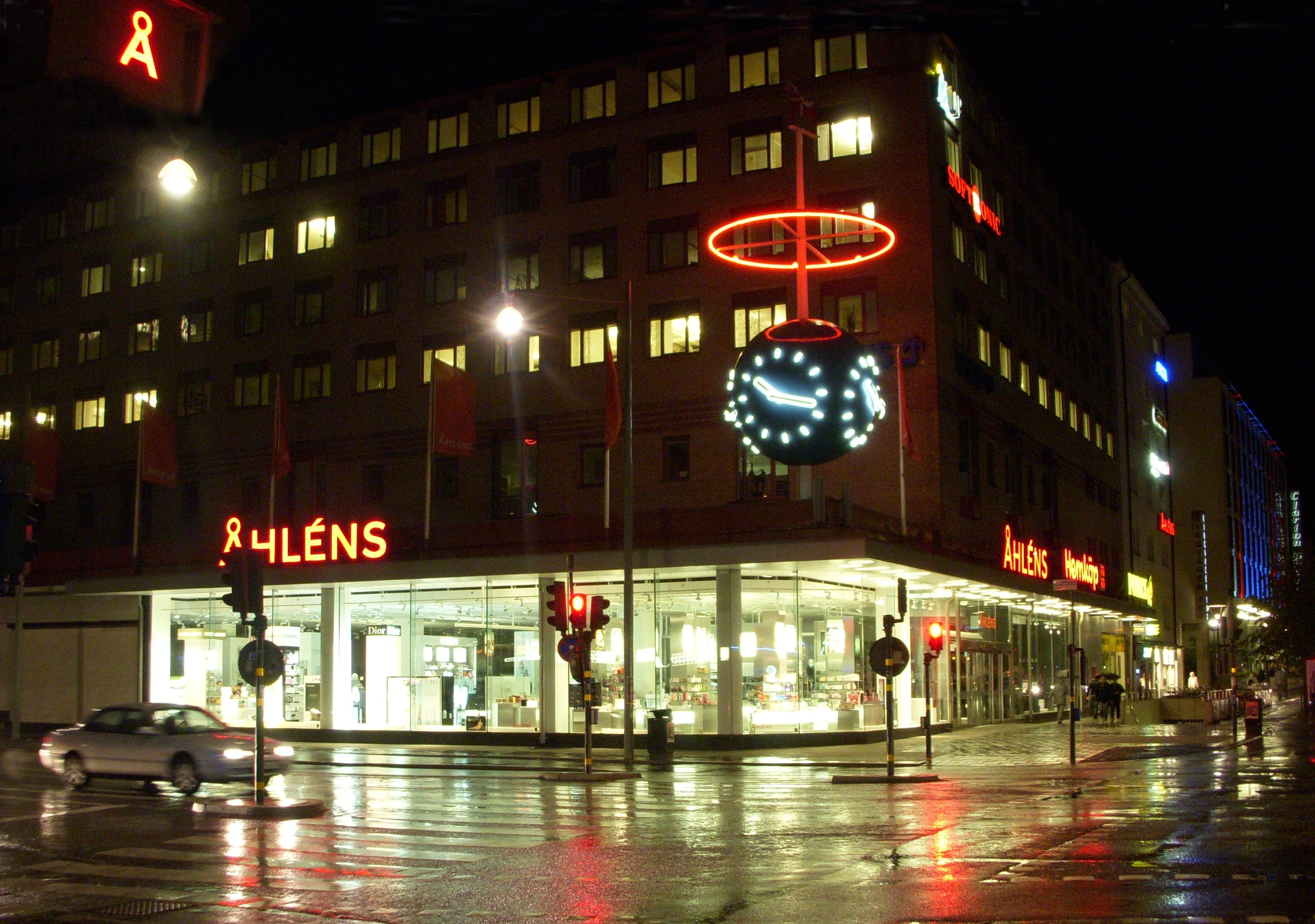
Åhlénsklockan från 1942, foto: 2009.
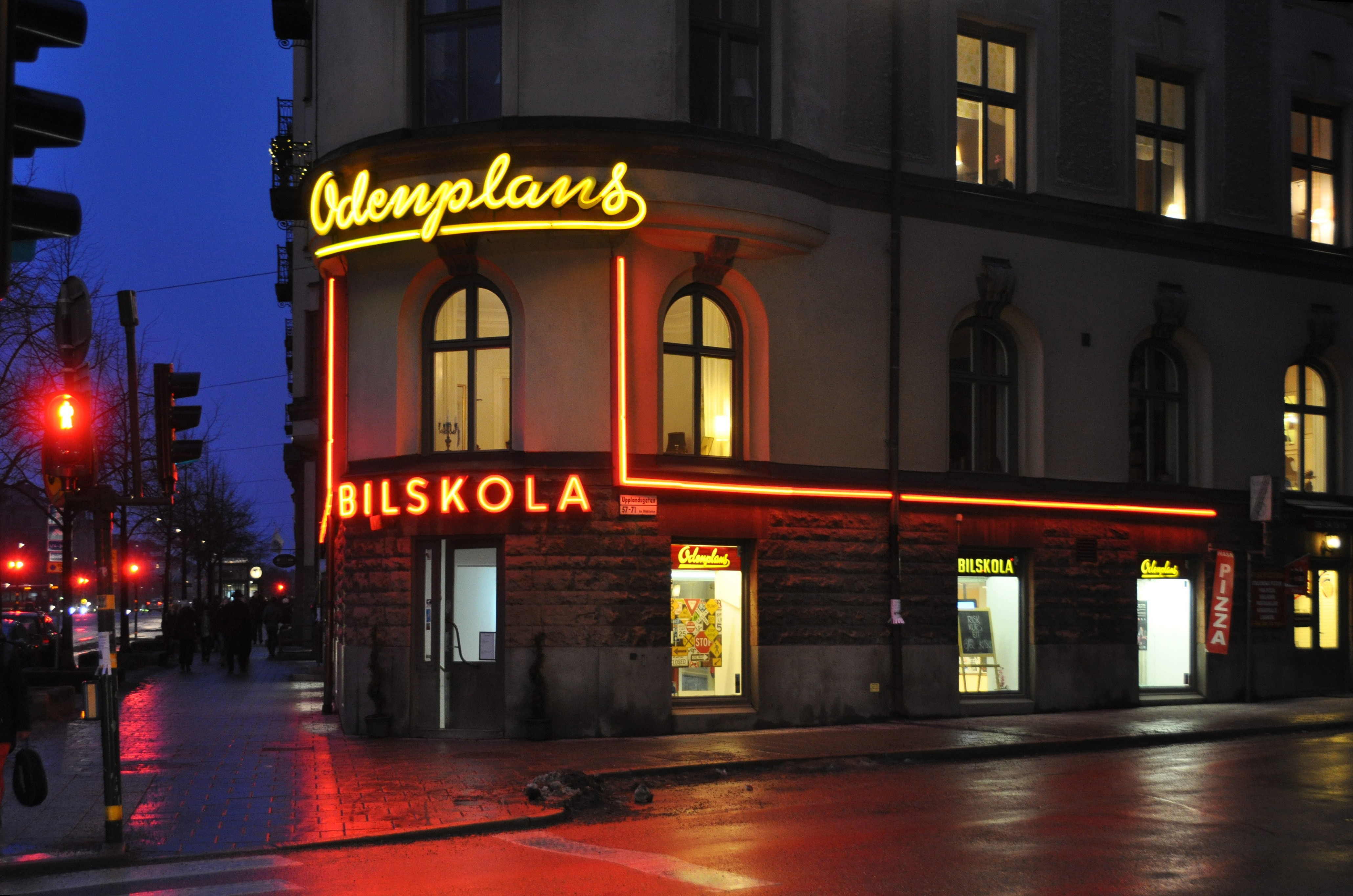
Odenplans bilskola från 1954, foto:2014.

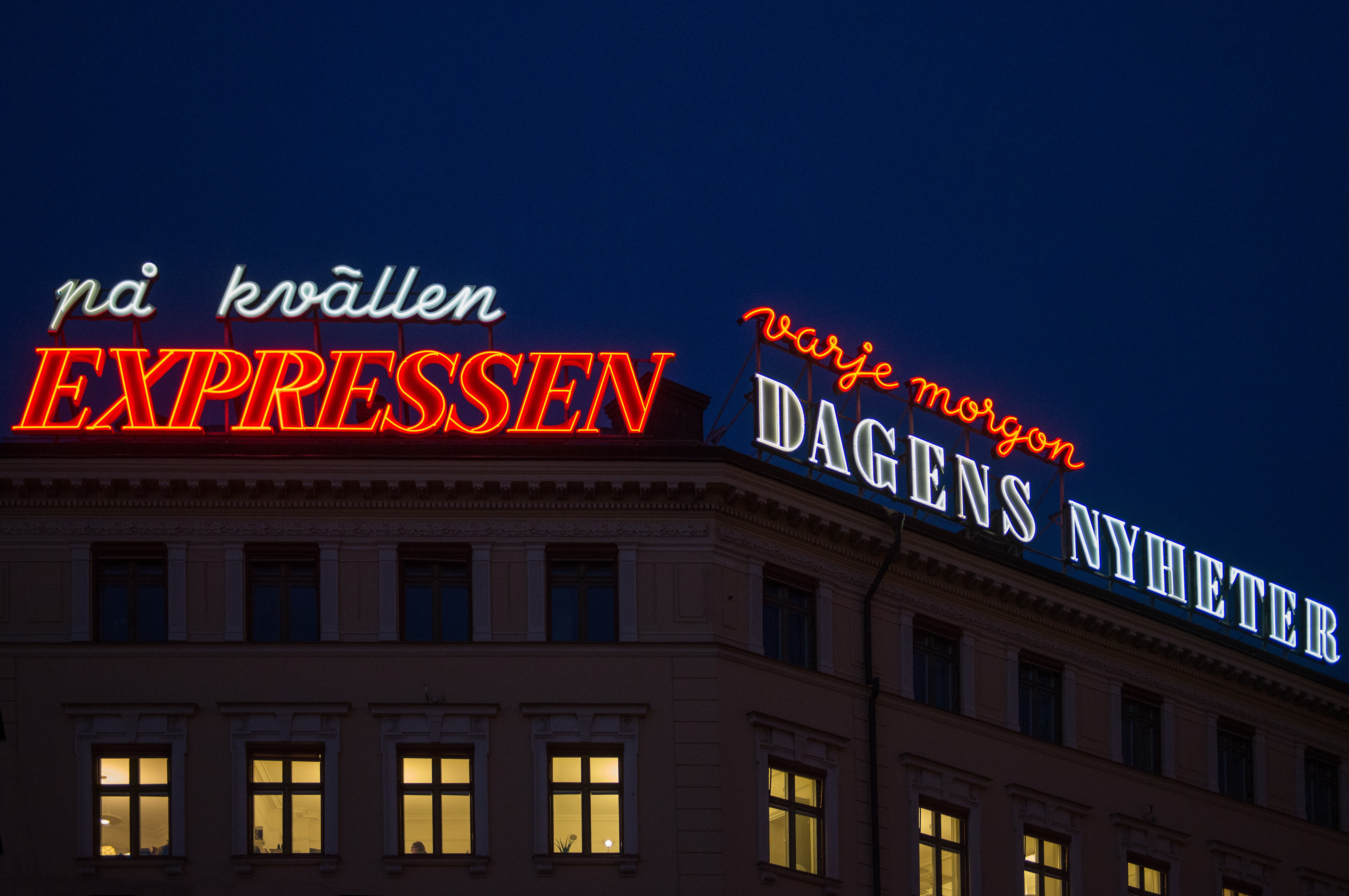
Expressen- och Dagens Nyheter-skyltarna från 1950-talet, foto 2015.
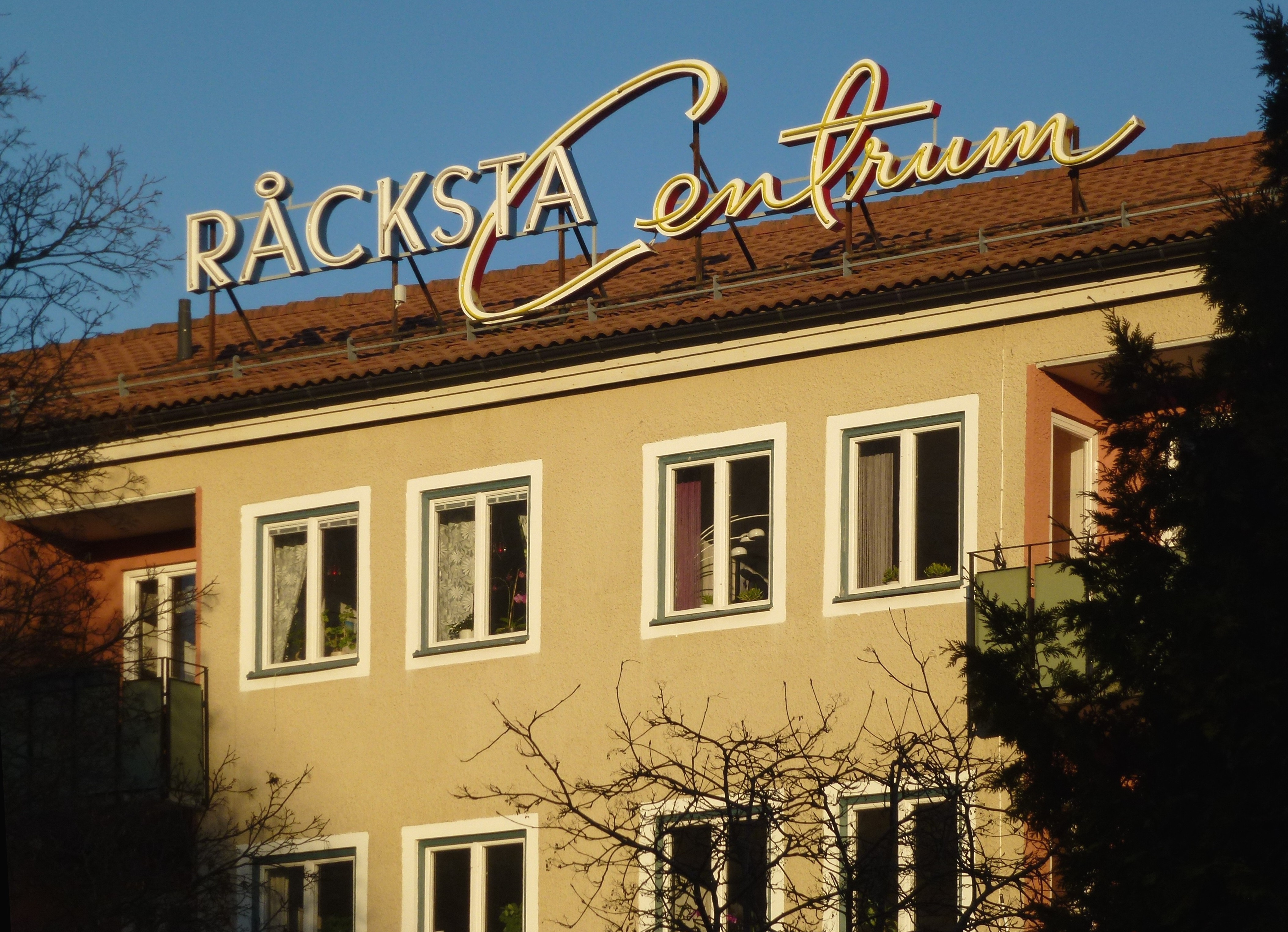
Råcksta Centrum från 1950-talet, foto: 2012.
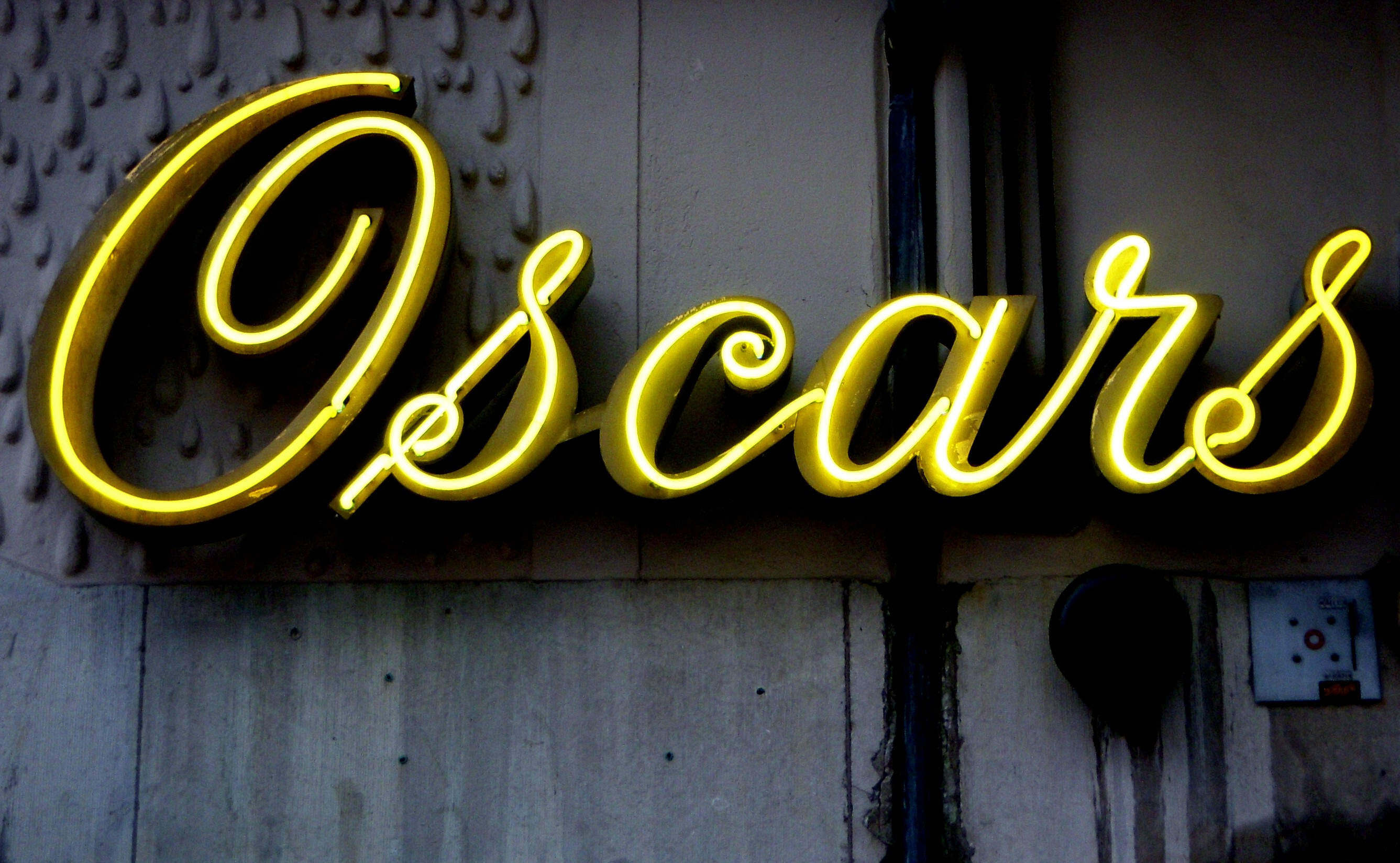
Oscarsteatern från 1950-talet, foto: 2010.
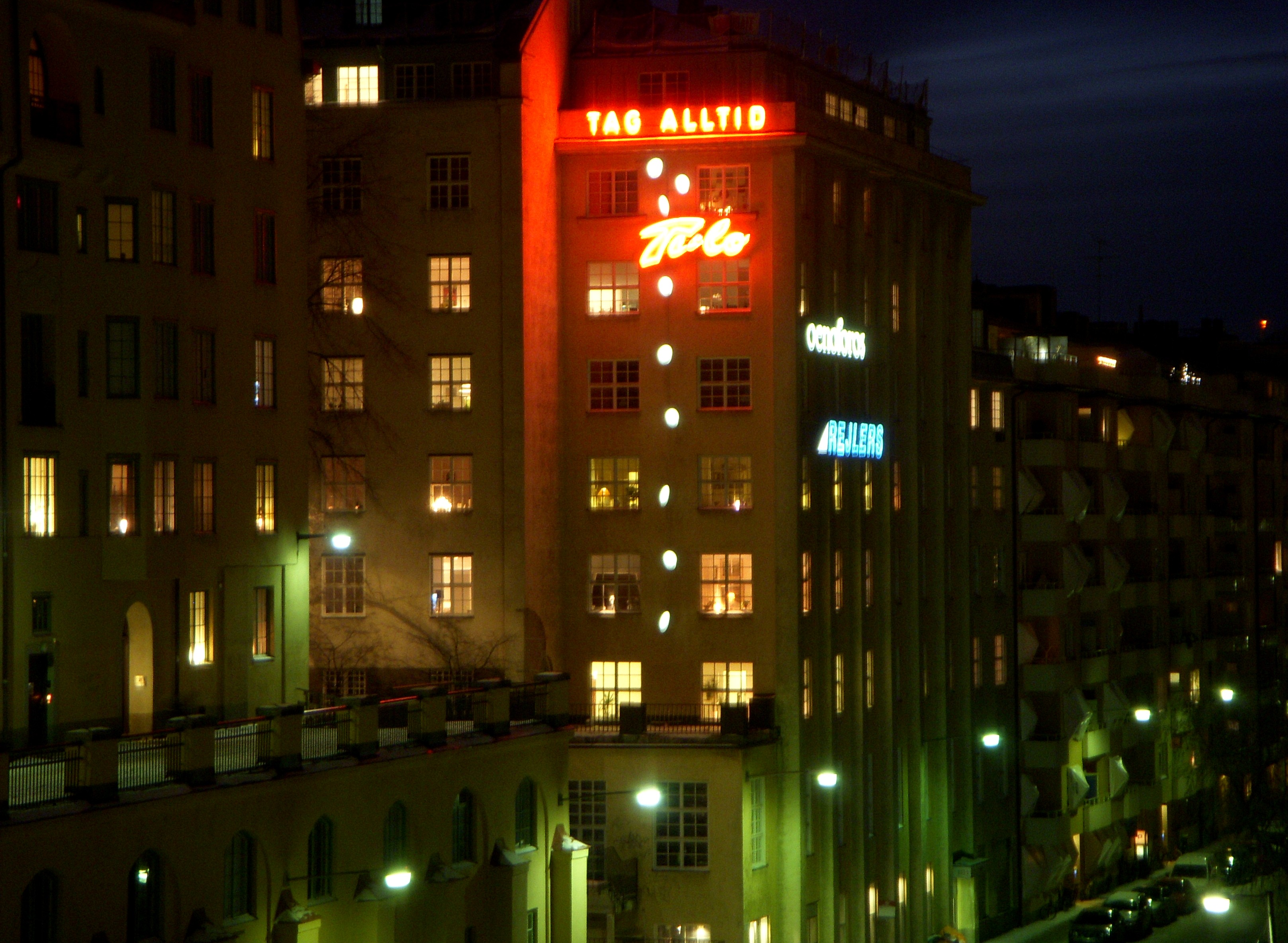
Tuloskylten från 1955, foto: 2010.
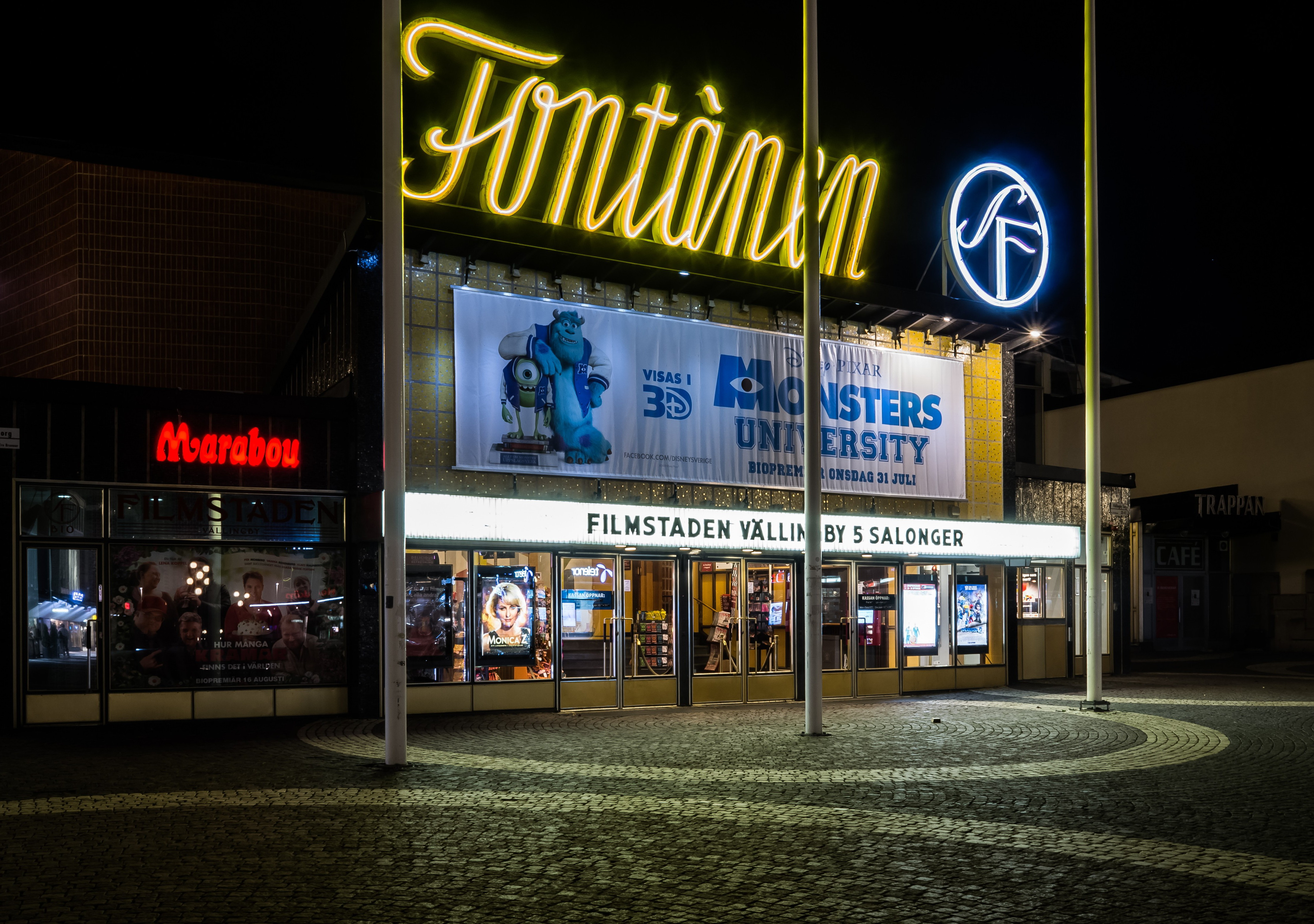
Biograf Fontänen från 1956, foto: 2013.